# Hahoe
Hahoe selo u Gyeongju (hangul: 안동하회마을; hanja: 安東河回마을) je tradicionalno selo koje potječe iz 16. stoljeća, za vladavine dinastije Joseon (1392. – 1910.), a nalazi se u podnožu planine Namsan, dok ga na sjeveru graniči litica Buyongdae u općini Andong, sjeveroistočno od grada Gyeongjua, pokrajina Sjeverni Gyeongsan (Južna Koreja). Selo svojim položajem i planom predstavlja snažan utjecaj aristokratske konfucijanske kulture ranog Joseon razdoblja, te je ovaj vrijedni spomenik narodne kulture 2010. godine upisan na UNESCO-ov popis mjesta svjetske baštine u Aziji, zajedno sa selom Yangdong.
Selo je osnovao klan Ryu iz grada Pungsana, koji je selo organizirao oko svoje vile u duhu korejske filozofije pungsu (geomancija), i to u obliku cvijeta lotusa s dva zareza. U njemu su sačuvane i drvene kuće seoskih gospodara, pripadnika klana Yu, paviljoni i obrazovne konfucijanske dvorane (koji čine 6 korejskih nacionalnih blaga), ali i skupine blatnih jednokatnica sa slamnatim krovom u kojima je živio običan puk. Ovakvom organizacijom oblik sela naglašava strogu društvenu strukturu feudalnog i klanskog društva dinastije Joseon. U selu je sačuvana narodna tradicija plesa s maskama, tzv. festival Byeonlsin-gut u kojemu su šamani slavili seoske duhove. U hramu Yongmogak je pronađena kolekcija knjiga među kojima je bila i Chingbirok (nacionalno blago br. 132.), u kojoj je opisana japanska invazija 1592. godine (Imjin rat).
Pjesnici 17. i 18. stoljeća su opjevali ljepote ovih sela okruženih slikovitim planinskim krajolikom sa šumama i rijekama.
- Panorama Hoehoa
- Ulica u selu
- Jedan obiteljski posjed
- Tradicionalne korejske maske za šamanski festival Byeonlsin-gut
- Tradicionalna lončarija Jangdok

## Vanjske poveznice
- Službena stranica sela Hahoe (kor.)
- Svjetska baština u Koreji (pdf) (engl.)

|  | Zajednički poslužitelj ima još gradiva o temi Hahoe |